# Équipe des îles Vierges britanniques féminine de volley-ball
L'équipe des îles Vierges britanniques de volley-ball féminin est composée des meilleures joueuses des îles sélectionnées par la fédération des îles Vierges britanniques de volley-ball. Elle est actuellement classée au 74e rang mondial par la fédération internationale de volley-ball au 15 janvier 2010.

## Sélection actuelle
Sélection pour les qualifications aux Championnats du monde 2010.

Entraîneur : Kwele Williams  ; Entraîneur-adjoint : Dwayne Rbaine  

## Palmarès et parcours

### Palmarès
Néant.